# Oreaden

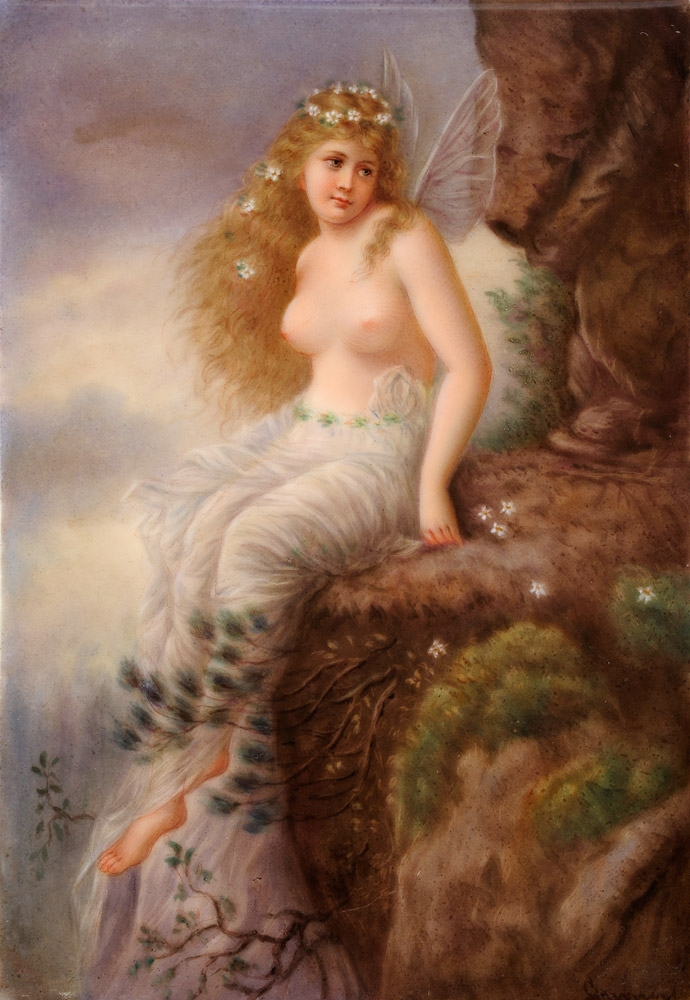
Darstellung einer Oreade auf einer Porzellan-Bildplatte des späten 19. Jahrhunderts

Die Oreaden (altgriechisch Ὀρειάδες Oreiádes) sind Nymphen der griechischen Mythologie. 
Im Unterschied zu den Najaden (Wassernymphen) und Dryaden (Baumnymphen) handelt es sich um Bergnymphen (ὄρος óros, deutsch ‚Berg‘). Sie leben in Bergen, Grotten und Wäldern. 
Eine der bekanntesten Oreaden ist Echo. Die Göttin Hera beraubte sie der Sprache und ließ ihr lediglich die Fähigkeit, die letzten an sie gerichteten Wörter zu wiederholen.